# Обикновен гарвански лук
Обикновеният гарвански лук (Gagea lutea) е вид растения от семейство Кремови (Liliaceae).
Таксонът е описан за пръв път от Джон Белендън Кер Голър през 1809 година.